# Osteosarcoom
Het osteosarcoom is een kwaadaardige tumor uitgaande van het bot. Karakteristiek is dat de kankercellen bot (botschors) produceren. 'Osteo' betekent bot en 'sarcoom' is een benaming voor een groep kwaadaardige tumoren. Het is de meest frequent voorkomende bottumor die geen uitzaaiing is van een andere vorm van kanker. Hij wordt met name bij jongeren aangetroffen, de leeftijdspiek ligt tussen de 10-25 jaar, maar een tweede leeftijdspiek is te zien bij mensen van boven de zestig. Een osteosarcoom kan in principe in het hele lichaam voorkomen maar treedt in de meeste gevallen op in de bovenarm of knieregio (60%) in de buurt van de groeischijf. In Nederland gaat het om 35-45 gevallen per jaar. Het osteosarcoom komt iets vaker voor bij mannen dan bij vrouwen.

## Oorzaak
Het is niet goed bekend hoe een osteosarcoom ontstaat. Waarschijnlijk is er in de celkern een essentieel stukje DNA beschadigd. Mensen met zeldzame genetische afwijkingen hebben een grotere kans op het ontwikkelen van een osteosarcoom. Dit betreft mensen met het Rothmund-Thomson syndroom, het Bloom syndroom, het Li-Fraumeni syndroom en de familiaire vorm van het retinoblastoom. Maar meestal komt het osteosarcoom sporadisch, dat wil zeggen in een niet-erfelijke vorm voor. Verder is osteosarcoom vaker dan gemiddeld beschreven bij de ziekte van Paget, na chemotherapeutische behandeling en na bestraling. Ook in het dierenrijk en zelfs fossiel komt het osteosarcoom voor. De oudste vondst van een gefossiliseerd osteosarcoom is 240 miljoen jaar oud en betreft een bot uit de achterpoot van Pappochelys rosinae, een reptiel dat nauw verwant is aan de voorouders van de huidige schildpadden.

## Symptomen
Een van de eerste klachten is pijn meestal ook 's nachts en in rust. De pijn zit meestal in of rond het bot. Soms treedt er een zwelling op. Als deze dicht bij het gewricht is kan er een functiebeperking ontstaan. Tevens kan een spontane botbreuk optreden door de aantasting van het bot (=pathologische fractuur). De duur van de symptomen is wisselend, van enkele weken tot enkele maanden.

## Diagnose
Op basis van de ziektegeschiedenis en het lichamelijk onderzoek kunnen een aantal diagnostische onderzoeken nodig zijn, zoals een röntgenfoto van de aangedane plek en een MRI-scan. Met deze beeldvorming wordt gekeken waar de tumor precies zit in het bot, hoe groot de tumor is, hoever de tumor reikt in de omliggende weefsels en hoe de relatie is met de zenuwen en bloedvaten. Uitzaaiingen komen vooral in de longen en botten voor daarom wordt een CT scan van de longen gemaakt en een botscan om uitzaaiingen in het skelet op te sporen. Om met zekerheid vast te kunnen stellen dat het om een kwaadaardige tumor gaat is altijd weefsel nodig van de tumor. Dit wordt weggenomen door middel van een biopsie. De plaats van de biopsie wordt zo gekozen dat het biopsietraject later, bij het wegnemen van de tumor (resectie), kan worden mee verwijderd om achterblijven van kwaadaardige cellen in het biopsietraject (entmetastase) te voorkomen. Bloedonderzoek is weinig specifiek, maar soms wordt een verhoging van alkalische fosfatase en/of LDH gevonden.

## Behandeling
De behandeling van een osteosarcoom bestaat uit chemotherapie en een operatie. Het doel van de chemotherapie is de kans op uitzaaiingen te verkleinen en gelijktijdig de tumorcellen zo veel mogelijk te doden waardoor de operatie makkelijker kan worden. De totale behandeling duurt ongeveer ½ tot 1 jaar. In het kort bestaat de behandeling uit enkele weken chemotherapie voorafgaande aan de operatie (gemiddeld 10 weken), de operatie waarbij de tumor uit het bot verwijderd wordt. Na de operatie volgt nog een chemotherapie periode van 5 – 8 maanden, afhankelijk van de reactie op de chemotherapie. Radiotherapie heeft geen plaats bij de eerste behandeling van een osteosarcoom, omdat de tumor relatief weinig gevoelig is voor bestraling. Radiotherapie kan nog weleens gebruikt worden in specifieke gevallen.

## Genezingskans
De genezingskans van alle patiënten met een osteosarcoom ligt rond de 60%. De genezingskans hangt af van de plaats waar de tumor zich bevindt, (hoe goed de tumor te opereren is), de mate van agressiviteit, de reactie van de tumor op de chemotherapie en het al dan niet aanwezig zijn van uitzaaiingen. Geen uitzaaiingen betekent een grotere kans op genezing. Omdat elke situatie en elke persoon uniek is, blijft het moeilijk voorspellingen te doen.

## Behandelcentra
Iedere patiënt met een osteosarcoom wordt behandeld door een multidisciplinair behandelteam met veel ervaring in de behandeling van deze zeldzame aandoening. Er zijn vier behandelteams in Nederland actief, te weten;
- Amsterdam UMC in Amsterdam;
- Leids Universitair Medisch Centrum (LUMC) in Leiden;
- Universitair Medisch Centrum Groningen (UMCG) in Groningen;
- Radboudumc in Nijmegen.

Een team bestaat o.a. uit een (kinder)oncoloog, orthopeed, radioloog, patholoog, radiotherapeut, (thorax)chirurg, neurochirurg, revalidatiearts, fertiliteitstarts, orthopedisch instrumentmaker, maatschappelijk werk, fysiotherapeut, pedagogisch medewerker, oncologie verpleegkundige en verpleegkundig specialist. Aangezien de afwijking in het bot zit is het eerste contact in het ziekenhuis meestal via de orthopeed.
In België wordt vooral het UZ in Antwerpen, UZ in Leuven en het UZ Gent aangeraden, aangezien deze gespecialiseerd zijn hierin. Het LUMC, UZ Gent en UZ Leuven zijn centra verbonden aan EuroBoNeT, het Europese consortium dat zich richt op studie naar de oorzaken van bottumoren.

## Chemotherapie
Voor 1970, de periode dat er nog geen chemotherapie werd gebruikt voor een osteosarcoom, bestond de behandeling alleen uit chirurgie bij patiënten bij wie geen uitzaaiingen (metastasen) gevonden werden. Chirurgie bestond in dat geval vaak uit een amputatie van het been of de arm waarin het osteosarcoom groeide. Deze patiënten overleden bijna allemaal met terugkerende ziekte. De overleving van een patiënt met een osteosarcoom was toen 15% op lange termijn. Dit betekent, zo redeneerde men, dat het osteosarcoom bij diagnose al uitgezaaid was, maar zonder dat er uitzaaiingen in de longen te zien waren. Dit wordt ook wel micro-metastasering genoemd. Op grond hiervan is men begonnen een patiënt met een osteosarcoom te behandelen met chemotherapie. Veel artsen hebben zich beziggehouden om de beste combinatie van chemotherapeutische middelen uit te zoeken. Tegenwoordig worden er vier chemotherapeutische middelen (cytostatica) gebruikt die goed werkzaam zijn tegen een osteosarcoom. Dit zijn:
- methotrexaat
- adriamycine
- cisplatine
- ifosfamide

Deze middelen worden in een combinatie gegeven, waarvan gebleken is dat Methotrexaat in hoge dosis, samen met de combinatie Adriamycine-Cisplatin, een zogenaamde MAP-kuur, wel zeer effectief is. Bij oudere patiënten wordt soms gekozen voor een Adriamycine/ Cisplatin kuur (AP). Met een dergelijke combinatie, waarbij een deel van de totale chemotherapie voor, en een ander deel na de chirurgie wordt gegeven (neo-adjuvant), geneest ongeveer 60% van de patiënten. Dus door toevoegen van chemotherapie verbeterde de overleving met ongeveer 50%. Omdat het osteosarcoom een zeldzame ziekte is, is het belangrijk om de behandeling te bundelen in ziekenhuizen waar gewerkt wordt met (inter-)nationale protocollen (TRIALS) voor een osteosarcoom. Deze samenwerking komt tot uitdrukking in klinische behandelprotococollen, zoals het EURAMOS-1 protocol.

## Vruchtbaarheidenseksualiteit
Hiermee wordt bedoeld wat er gedaan wordt om de late gevolgen van de chemotherapie op de geslachtsorganen zo veel mogelijk terug te dringen. Een belangrijk laat gevolg van de behandeling met chemotherapie is schade aan de geslachtsklieren, met een kans op blijvende onvruchtbaarheid. Ifosfamide en Cisplatin zijn 2 cytostatica die bij een osteosarcoom gebruikt worden en deze schade kunnen aanbrengen. Bij jongens kan zaad ingevroren worden, bij meisjes kan ovariumweefsel (eierstokken) worden ingevroren.

## Chirurgie
In principe heeft er voor de operatie een periode met chemotherapie plaatsgevonden. Dit wordt neo-adjuvante therapie genoemd. Twee weken voor de geplande operatie wordt een MRI gemaakt om te kijken hoe de tumor radiologisch gereageerd heeft op de chemotherapie. Het doel van de operatie is al het tumorweefsel te verwijderen (resectie) met bedekking van het gezonde omringende weefsel waarna het tweede deel van de operatie volgt, het herstellen (reconstructie) van het aangedane lichaamsdeel om een optimale functie te behouden. Het type operatie hangt af van de grootte, de lokalisatie en uitbreiding van de tumor in omliggende weefsels zoals spier, gewricht, zenuwen en bloedvaten.
Ledemaat sparende chirurgie; meestal kan het been of de arm behouden blijven en zal het deel wat verwijderd wordt vervangen worden door:
- donorbot (allograft)
- eigen bot (autograft)
- tumorprothese

Als het gewricht kan worden behouden wordt het defect overbrugd met een gezond stuk bot van uzelf of met donorbot uit de botbank (allograft). Indien er sprake is van het gebruik van donorbot vergt het aan elkaar groeien van de eigen en nieuwe botdelen veel tijd en geduld. Als het defect dicht in de buurt van een gewricht zit (meestal rondom de knie, soms rondom het schouder- of heupgewricht) wordt een kunstgewricht geplaatst. Het voordeel van ledemaat sparende operaties is het behoud van een functioneel been of arm. Het gebruik van een tumorprothese laat snellere belasting toe.
- Omkeerplastiek:  wanneer de tumor zich vlak boven de knie bevindt en het onderbeen en de zenuwen tumorvrij zijn dan kan een omkeerplastiek toegepast worden. Nadat de knie en een deel van het bovenbeen zijn geamputeerd, wordt het onderbeen omgekeerd, met de hiel naar voren en de tenen naar achteren, aan het resterende deel van het bovenbeen vastgezet. Bij dit alles wordt de heupzenuw intact gelaten. De enkel kan dan als kniegewricht fungeren, waaraan een goed functionerende prothese aangemeten wordt, waarvan het uiteinde om de voet wordt aangebracht.
- Amputatie: wanneer de tumor door zenuwen en bloedvaten groeit en de orthopeed arm of been niet functioneel kan herstellen is amputatie de enige optie.

## Psychosociaal
De diagnose kanker heeft een grote impact in het leven van mensen. Ook de vaak belastende behandelingen hebben grote invloed op het psychisch en sociaal welbevinden. Kanker tast niet alleen het lichaam aan, maar beïnvloedt alle levensterreinen. De ziekte vergt veel van het aanpassingsvermogen van mensen. De wijze waarop mensen omgaan met de gevolgen van de diagnose kanker en de behandeling heeft grote invloed op hun kwaliteit van leven. Iedere kankerpatiënt staat voor de opgave een nieuw evenwicht te vinden in het leven. Psychosociale zorg richt zich op het herstel van de kwaliteit van leven.

## Medische nazorg / follow-up
Steeds meer patiënten met kanker overleven, door verbeterde diagnostiek en behandelingsmethoden. Dit is een mooie vooruitgang, maar deze heeft ook een keerzijde. Bij een deel van de patiënten blijken er late effecten van de behandeling voor te komen. Deze effecten kunnen variëren van specifiek lichamelijk tot psychosociaal. Van het medicijn adriamycine bijvoorbeeld weten we inmiddels dat dit op latere leeftijd hartschade kan veroorzaken. Maar er kunnen ook leer- en aandachtsproblemen ontstaan of problemen op het gebied van de vruchtbaarheid en de groei. Deze “late” effecten kunnen de kwaliteit van leven beïnvloeden, en soms ook verdere medische zorg noodzakelijk maken. Om deze redenen blijft men jarenlang onder controle. De eerste jaren intensief en later jaarlijks.